# Actinotia hyperici
Actinotia hyperici är en fjärilsart som beskrevs av Ignaz Schiffermüller 1775. Actinotia hyperici ingår i släktet Actinotia och familjen nattflyn. Inga underarter finns listade i Catalogue of Life.